# Majewskia japonica
Majewskia japonica är en svampart som beskrevs av Y.B. Lee & K. Sugiy. 1986. Majewskia japonica ingår i släktet Majewskia och familjen Laboulbeniaceae.   Inga underarter finns listade i Catalogue of Life.